# Jarużyn (kolonia)
Jarużyn (wg PRNG: Jarużyn-Kolonia) – zniesiona nazwa kolonii wsi Jarużyn w Polsce, położona w województwie kujawsko-pomorskim, w powiecie bydgoskim, w gminie Osielsko.
W zestawieniu archiwalnym TERYT z 1999 roku występuje jako podstawowa miejscowość pod nazwą Jarużyn o typie kolonia z nadanym identyfikatorem SIMC.
W roku 2008 miejscowość została usunięta z rejestru TERYT. W rejestrze PRNG występują też niestandaryzowane kolonie wsi Jarużyn: Jarużyn Parowy.
W latach 1975–1998 miejscowość należała administracyjnie do województwa bydgoskiego.